# Кудря Микола Сергійович
Микола Сергійович Кудря — український військовослужбовець, полковник Збройних сил України, учасник російсько-української війни. Повний лицар ордена Богдана Хмельницького.

## Військові звання
- підполковник.

## Нагороди
- Хрест бойових заслуг (23 серпня 2023) — за особисту мужність, виявлену у захисті державного суверенітету та територіальної цілісності України, самовіддане виконання військового обов'язку[1]
- Орден Богдана Хмельницького I ст. (1 липня 2022) — за особисту мужність і самовіддані дії, виявлені у захисті державного суверенітету та територіальної цілісності України, вірність військовій присязі[2]
- Орден Богдана Хмельницького II ст. (29 березня 2022) — за особисту мужність і самовіддані дії, виявлені у захисті державного суверенітету та територіальної цілісності України, вірність військовій присязі[3]
- Орден Богдана Хмельницького III ст. (23 серпня 2019) — за особисту мужність і самовіддані дії, виявлені у захисті державного суверенітету та територіальної цілісності України[4]